# Romijnstuw
De romijnstuw is een regelwerk om een constant debiet te leveren bij een relatief klein verval genoemd naar Donald George Romijn.

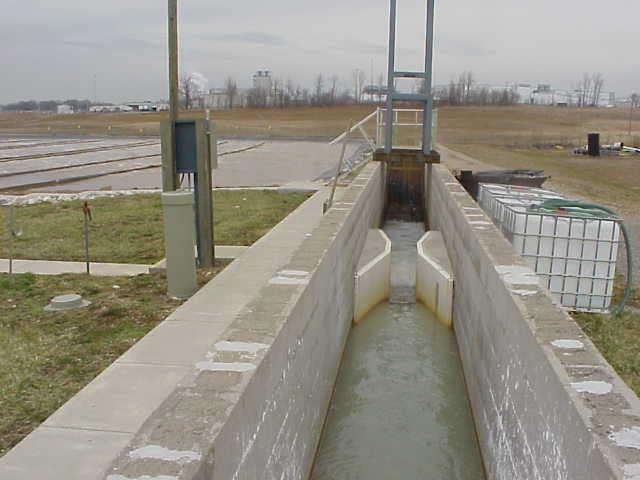
Venturi meetgoot in een laboratorium

## Voorgeschiedenis
Men had in Nederlands-Indië behoefte aan een systeem dat het debiet reguleerde onafhankelijk van de benedenstroomse waterstand. Vaak gebruikte men hiervoor een venturi meetgoot. Deze is echter niet erg nauwkeurig in het veld. Ir. P. de Gruyter introduceerde een systeem ontwikkeld in Brits-Indië door E.S. Crump. Dit systeem gaf goede resultaten, maar het meetsysteem was gecompliceerd, vooral in relatief vlak terrein. In 1927 werd door Begemann een meetsysteem geïntroduceerd, gebaseerd om een venturi-overlaat. Dit systeem was succesvol, maar had als bezwaar dat er maar een klein meetbereik mogelijk was. Soms werden er daarom een aantal venturi-goten maast elkaar gebouwd. In het waterbouwkundig laboratorium te Semarang (ir. H. Vlugter) is hier veel onderzoek naar gedaan. Door ir. A.L. Verwoerd werd een brede overlaat achter de venturi-goot geplaatst, en dit gaf goede resultaten. Zelfs zo goed, dat men op een gegeven moment de venturi goot weg liet.

## De eerste versie van Vlugter

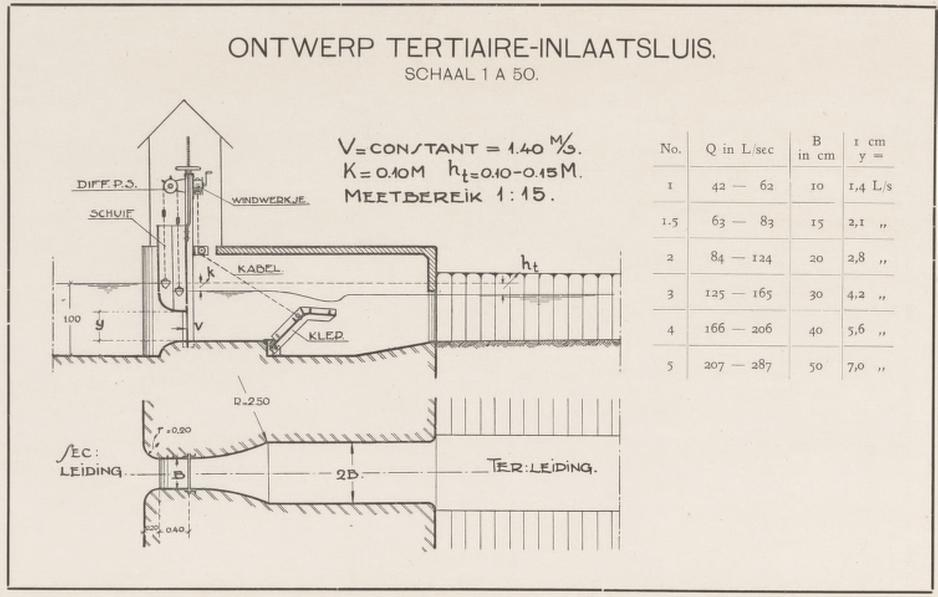
Het ontwerp van Vlugter

In 1930 presenteerde ir. Hugo Vlugter een versie waarbij deze bezwaren er niet meer zijn. Dat type daarentegen was dusdanig ontworpen, dat het mogelijk is de snelheid v te allen tijde gelijk te maken aan een van te voren vastgesteld constante waarde. De algemene formule gaat daardoor over in {\displaystyle Q=cF}. De Q wordt dus rechtevenredig met de F (het doorstroomoppervlak) en dat kan ingesteld worden door middel van een schuif. De onderkant van door een schuif (zie figuur) is zodanig afgerond, dat een voldoend gelijkmatige snelheidsverdeling over de opening verwacht kan worden om de afvoercoëfficiënt = 1 te stellen (de wrijvingsverliezen zijn vanwege de korte lengte en de geringe snelheden zeker te verwaarlozen). Het gelijkmaken van de v aan de gewenste waarde geschiedt met behulp van een klep, draaibaar om een as onder water, waarmee men het water benedenstrooms van de schuif kan opstuwen tot aan een peil, dat zoveel lager is dan het water bovenstrooms er van als de drukhoogte bedraagt welke nodig is om de constante snelheid te leveren. Om gemakkelijk te kunnen zien, of inderdaad dit verschil bereikt is, is een differentieelpeilschaal aangebracht, waarvan de twee vlotters drijven in meetputten in welke de schuif verdeeld wordt door een waterdicht schot. De meetdrempel net bovenstrooms van de schuif moet ten minste 300 cm lang zijn en aan de bovenstroomse kant afgerond zijn om de afvoercoëfficiënt = 1 te garanderen.
Het bezwaar van deze versie is dat om het juiste debiet te krijgen twee kleppen bediend moeten worden, wat tot fouten kan leiden bij gebruik van deze stuw.

## De verbeteringen door ir. Donald Romijn

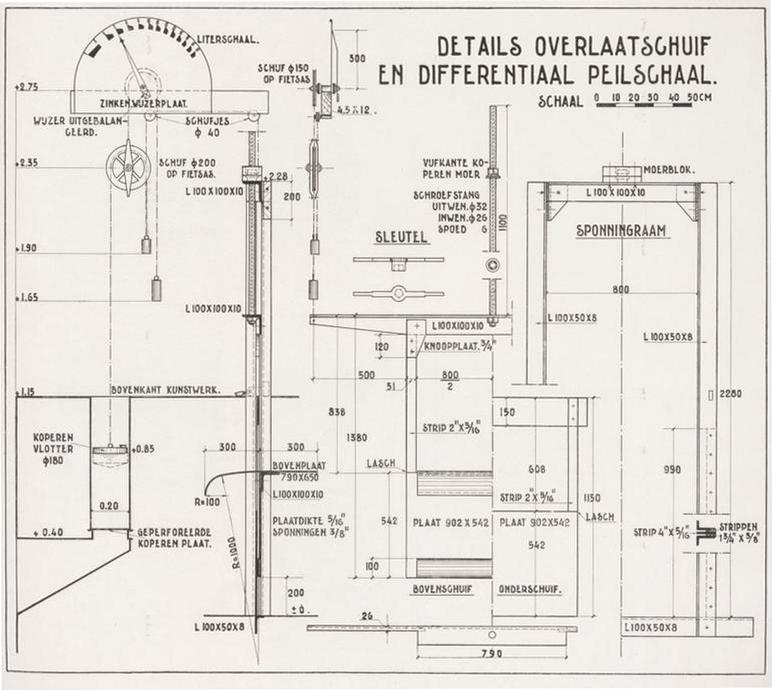
Schema van de werking van de romijnstuw

De door Romijn voorgestelde verbetering bestaat in feite door de overlaatdrempel aan de schuif vast te maken, waardoor de schuif twee functies combineert. Deze constructie is door Romijn en Vlugter uitgebreid beproefd in het Provinciaal Waterbouwkundig Laboratorium in Semarang. Hier vond men onder andere dat een drempellengte van 30 cm voldoende was. Romijn baseerde zijn oplossing sterk op data en ideeën van ir. A.L Verwoerd; in zijn publicatie van 1932 refereert hij helemaal niet aan het werk van Verwoerd.
Soms wordt er een additionele schuif bij de bodem aangebracht om sediment af te voeren. 
De romijnstuw wordt ook wel hobrad-weir genoemd, als acroniem voor Horizontal Broad-crested ADjustable weir.
Het artikel van Romijn behandelt in detail de haalbare nauwkeurigheid onder verschillende condities, en het blijkt dat de romijnstuw zeer robuuste meetresultaten levert, vooral bij een gering verval.

## De Voorst
In het waterloopkundig laboratorium De Voorst zijn op grote schaal romijnstuwen geplaatst voor het regelen van de stroming in de verschillende modellen. Na sluiting van het lab in 1995 zijn deze behoorlijk vervallen. In 2002 werd de grond eigendom van Natuurmonumenten die dit Waterloopbos voor bezoekers toegankelijk maakte. De organisatie maakte verscheidene proefopstellingen en schaalmodellen vrij van begroeiing zodat ze zichtbaar werden voor bezoekers. Het proefterrein met alle nog aanwezige installaties is in 2013 opgenomen in het Beschermingsprogramma Wederopbouw 1959-1965 en sinds 20 mei 2016 een rijksmonument. Datzelfde jaar werd met de restauratie van de proefopstelling van de romijnstuw gestart. Een € 7,5 miljoen kostend herstelproject was klaar in februari 2017.